# Olifantentanden
Olifantentanden komen bij knaagdieren en haasachtigen voor als aangeboren en verkregen probleem. De problemen kunnen ontstaan door ontstekingen en afwijkingen aan de kaak. Ook afwijkingen aan de kiezen zullen zich uiten als probleem aan de snijtanden. Door de afwijkende stand van de snijtanden raken deze elkaar niet meer en slijten ze niet snel genoeg af, met als gevolg dat de tanden door blijven groeien. Bij konijnen groeien de snijtanden ongeveer 2mm per dag.

## Oplossingen
Te lange snijtanden moeten regelmatig worden bijgeslepen. De meeste konijnen verdragen het slijpen goed, ook zonder narcose. Knippen veroorzaakt veel pijn en leidt tot ontstekingen. Een veel betere en definitieve oplossing is om de tanden onder narcose te trekken.